# Katarína Bašternáková
Katarína Bašternáková (* 12. Oktober 1982) ist eine ehemalige slowakische Tennisspielerin.

## Karriere
Bereits im Alter von nur 13 Jahren debütierte Katarína Bašternáková beim ITF-$10.000-Turnier im slowakischen Nitra auf dem ITF Women’s Circuit. Bei dem Turnier verpasste sie nach zwei Siegen erst durch eine Niederlage in der entscheidenden dritten Runde das Hauptfeld. Bei der Austragung des Turnieres ein Jahr später schaffte sie die Qualifikation für das Hauptfeld, wo sie direkt in der ersten Runde der Ungarin Anna Földényi unterlag. Die Teilnahmen an ITF-Turnieren in jungen Jahren kamen durch ihre Leistungen im Jugendbereich zustande. Die beiden größten Erfolge waren dabei das Erreichen des Finals im Juniorinneneinzel bei den Australian Open 1999, wo sie sich der Französinnen Virginie Razzano geschlagen geben musste, und der Gewinn der Victorian Junior Championships im Doppel mit ihrer Landsfrau Zuzana Kučová.
Gemeinsam mit Stanislava Hrozenská nahm Katarína Bašternáková auch im Jahr 1999 am ITF-$10.000-Turnier im polnischen Posen im Doppel teil und erreichten dort das Finale. In zwei Sätzen konnte sie sich dort gegen das Duo bestehend aus ihren Landsfrauen Eva Fislová und Gabriela Voleková durchsetzen. Für beide war es ihr erster Titel auf dem ITF Women’s Circuit. Ein Jahr später erreichte Katarína Bašternáková gemeinsam mit ihrer Landsfrau Alena Paulenková beim ITF-$10.000-Turnier in der ägyptischen Hauptstadt Kairo das Finale und konnten sich dort in vier Sätzen gegen ein österreichisch-japanischen Duo durchsetzen. Für Katarína Bašternáková sollte diese Titel ihr letzter auf dem ITF Women’s Circuit, weil sie ihre Profikarriere 2001 beendete.
Trotzdessen sie ihre Profikarriere beendet hatte, war Katarína Bašternáková weiter als Tennisspielerin aktiv und nahm unter anderem für die Slowakei 2003 im südkoreanischen Daegu und 2005 im türkischen Izmir an der Universiade teil. Sie startete dort jeweils mit Stanislava Hrozenská im Doppelwettbewerb und gemeinsam gewannen sie jeweils die Silbermedaille.

## Erfolge
| Nr. | Datum            | Turnier | Kategorie   | Belag | Partnerin            | Finalgegnerinnen                  | Ergebnis            |
| --- | ---------------- | ------- | ----------- | ----- | -------------------- | --------------------------------- | ------------------- |
| 1.  | 19. Juni 1999    | Posen   | ITF $10.000 | Sand  | Stanislava Hrozenská | Eva Fislová Gabriela Voleková     | 6:3, 7:5            |
| 2.  | 5. November 2000 | Kairo   | ITF $10.000 | Sand  | Alena Paulenková     | Daniela Klemenschits Ayako Suzuki | 1:4, 5:43, 4:1, 4:0 |